# Kasanga (Iringa)
Kasanga è una circoscrizione rurale (rural ward) della Tanzania situata nel distretto di Mufindi, regione di Iringa. Conta una popolazione di 7 908 abitanti (censimento 2012).